# 中國石龍子台灣亞種
中國石龍子台灣亞種（學名：Plestiodon chinensis formosensis），Van Denburgh於1912年命名。分佈於台灣本島。該物種的模式產地在台灣。

## 描述
體長最大約13公分，全長可達33 公分。鱗片無稜脊，外表光滑。其幼體與成體體色不同，幼體體背黑色，且背部有數條斑駁的金色縱帶，兩側的身體則綴有許多白色或黃白色的斑點，體腹部為淺褐色或乳白色，尾部的中後段有著些微的藍色。
體色會隨著成長改變，幼時具有的金色縱帶、白黃色斑點以及尾部的藍色調會逐漸消失。成體體背轉為深褐色或灰褐色，鱗片邊緣為黑色，頭部兩側及耳孔處常具橘紅色。

## 習性
日行性，以昆蟲及小型無脊椎動物為食。卵生，曾經有一次產下19枚卵的紀錄。雌體有護幼之行為，攻擊性很強。其尾巴極容易自割

## 棲地
為臺灣特有亞種，廣泛分布於臺灣海拔1000公尺以下山區及平地草叢，也能在住家房屋附近發現。